# Saison 1944 de la NFL
Navigation
Édition précédente Édition suivante
La saison 1944 de la NFL est la 25e saison de la National Football League. Elle voit le sacre des Packers de Green Bay.

## Classement général
| Conférence Est         |      |      |      |        |          |            |
| Franchise              | Vic. | Déf. | Nuls | % vic. | Pts pour | Pts contre |
| Giants de New York     | 8    | 1    | 1    | .889   | 206      | 75         |
| Eagles de Philadelphie | 7    | 1    | 2    | .875   | 267      | 131        |
| Redskins de Washington | 6    | 3    | 1    | .667   | 169      | 180        |
| Yanks de Boston        | 2    | 8    | 0    | .200   | 82       | 233        |
| Dodgers de Brooklyn    | 0    | 10   | 0    | .000   | 69       | 166        |

| Conférence Ouest     |      |      |      |        |          |            |
| Franchise            | Vic. | Déf. | Nuls | % vic. | Pts pour | Pts contre |
| Packers de Green Bay | 8    | 2    | 0    | .800   | 238      | 141        |
| Bears de Chicago     | 6    | 3    | 1    | .667   | 258      | 172        |
| Lions de Détroit     | 6    | 3    | 1    | .667   | 216      | 151        |
| Rams de Cleveland    | 4    | 6    | 0    | .400   | 188      | 224        |
| Card-Pitt            | 0    | 10   | 0    | .000   | 108      | 328        |

## Finale NFL
- 17 décembre 1944, à New York devant 46 016 spectateurs, Packers de Green Bay 14 - Giants de New York 7